# Meg White
Meg White (10. prosince 1974, Grosse Pointe Farms, Michigan, USA) je americká muzikantka a příležitostná herečka. Hrála na bicí a výjimečně zpívala v detroitské dvoučlenné kapele The White Stripes.
Narodila se v Michiganu coby dcera Waltera Hacketta Whita Jr. a Catherine White. Se svými rodiči a sestrou Heather vyrůstala v Detroitu. V devadesátých letech pracovala jako barmanka v detroitské části Royal Oak, kde se poprvé setkala se svým nastávajícím manželem Johnem Anthonym „Jackem“ Gillisem. Vzali se 21. září 1996. Jack pak přijal Megino jméno White. V roce 2000 se však rozvedli. Při vystoupeních pak uváděli, že jsou sourozenci.
V roce 1997 spolu založili hudební skupinu, která dostala jméno White Stripes. Jack White se v kapele chopil kytary a hlavního zpěvu, zatímco Meg začala hrát na bicí, občas též zpívá (např. píseň „In the Cold, Cold Night“ zpívá celou). Dle svým vlastních slov je Meg „velmi plachá“, v rozhovorech s White Stripes mluví většinou jen Jack a sama Meg poskytla za svou kariéru jen několik interview.
2. února 2011 byl oficiálně oznámen konec kapely.